# 1946 na Alemanha
Esta é uma cronologia dos fatos acontecimentos de ano 1946 na Alemanha.

## Eventos
- 20 de janeiro: As primeiras eleições livres na Alemanha desde 1933 ocorrem na zona da ocupação norte-americana. As eleições locais ocorrem nas outras zonas da ocupação em setembro de 1946.[1]
- 21 de fevereiro: A primeira edição do jornal político semanal Die Zeit é publicada em Hamburgo.
- 23 de agosto: As novas províncias alemãs da Renânia do Norte-Vestefália e do Schleswig-Holstein são formadas na zona da ocupação britânica.[2]
- 10 de dezembro: O escritor alemão Hermann Hesse recebe o Prêmio Nobel da Literatura.